# Homalolepis trichilioides
Homalolepis trichilioides é uma espécie de planta  da família Simaroubaceae e do gênero Homalolepis.  

## Taxonomia
O táxon foi descrito oficialmente sob o nome Homalolepis trichilioides em 2018 por Marcelo Fernando Devecchi e José Rubens Pirani.